# Kieselhorst
Kieselhorst ist ein Ortsteil der Gemeinde Winkelsett, die zur Samtgemeinde Harpstedt im niedersächsischen Landkreis Oldenburg gehört.

## Geografie und Verkehrsanbindung
Kieselhorst liegt südlich des Kernortes Winkelsett, südwestlich des Kernortes Harpstedt und südöstlich des Stadtkerns von Wildeshausen.
Am westlichen Ortsrand fließt die Katenbäke, ein rechtsseitiger Nebenfluss der Hunte, die westlich fließt. Östlich fließt der Köhlbach, ein rechter Nebenfluss der Katenbäke.
Südlich liegt die Dehmse, ein Waldgebiet, das zur Stadt Twistringen im Landkreis Diepholz gehört.

## Geschichte
Kieselhorst wurde erstmals in den Hoyer Lehnsregistern von vor 1346 als „Kyselhorst“ erwähnt. 